# Tacinga werneri
Tacinga werneri ist eine Pflanzenart aus der Gattung Tacinga in der Familie der Kakteengewächse (Cactaceae). Das Artepitheton werneri ehrt den Schweizer Gärtner und Fachmann für brasilianische Kakteen Werner Uebelmann.

## Beschreibung
Tacinga werneri wächst strauchig mit vielen von der Basis ausgehenden aufrechten Zweigen und erreicht Wuchshöhen von 50 bis 90 Zentimetern. Die dunkelgrünen Triebe sind in Segmente gegliedert. Die verlängerten bis breit elliptischen Segmente weisen leicht erhabene Höcker auf. Sie sind 10 bis 20 Zentimeter lang,  4 bis 8 Zentimeter breit und 0,5 bis 2 Zentimeter dick. Die darauf befindlichen Areolen sind mit schmutzig weißen Glochiden bedeckt. Aus den Areolen entspringen 3 bis 5 ausgebreitete, aschgraue Dornen mit einer gelblichen oder bräunlichen Spitze. Die Dornen sind 1,5 bis 6,3 Zentimeter lang.
Die leuchtend roten Blüten sind 3,5 bis 5 Zentimeter lang und öffnen sich nicht sehr weit. Ihr Perikarpell ist kreiselförmig und nur etwas länger als breit. Die verlängert eiförmigen, häufig geschnäbelten Früchte sind grünlich weiß bis weiß. Sie sind 3 bis 5,5 Zentimeter lang, weisen Durchmesser von 2,5 bis 3,5 Zentimeter auf und enthalten ein rosafarbenes Fruchtfleisch mit vielen Samen.

## Verbreitung, Systematik und Gefährdung
Tacinga werneri ist im Nordosten Brasiliens auf Felsen und Inselbergen in der Caatinga-Vegetation in Höhenlagen von 100 bis 650 Metern verbreitet.
Die Erstbeschreibung als Opuntia werneri erfolgte 1992 durch Urs Eggli. Nigel Paul Taylor und Wolfgang Hermann Stuppy stellten die Art 2002 in die Gattung Tacinga.
Tacinga werneri wird in der Roten Liste gefährdeter Arten der IUCN als „Vulnerable (VU)“, d. h. gefährdet, eingestuft.

## Nachweise